# Franz Hügel
Franz Hügel (Lebensdaten unbekannt) war ein deutscher Fußballspieler.

## Karriere

### Vereine
Hügel gehörte dem VfR Mannheim als Torhüter an, für den er in den vom Süddeutschen Fußball-Verband organisierten Meisterschaften von 1924 bis 1927 in der Bezirksliga Rhein Punktspiele bestritt. Während seiner Vereinszugehörigkeit gewann er zweimal die Bezirksmeisterschaft und einmal die Süddeutsche Meisterschaft. Aufgrund des Erfolges nahm er mit seiner Mannschaft auch an der Endrunde um die Deutsche Meisterschaft teil und bestritt sein einziges Endrundenspiel am 3. Mai 1925 im Weidenpescher Park in Köln vor 12.000 Zuschauern, das mit 1:4 bei der TuRU Düsseldorf im Achtelfinale verloren wurde.

### Auswahlmannschaft
Als Spieler der Auswahlmannschaft des Süddeutschen Fußball-Verbandes nahm er am Wettbewerb um den Bundespokal teil und erreichte das am 22. Februar 1925 im Stadion Hoheluft in Hamburg angesetzte Finale, das gegen die Auswahlmannschaft des Norddeutschen Fußball-Verbandes mit 1:2 verloren wurde.

## Erfolge
- Süddeutscher Meister 1925
- Meister der Bezirksliga Rhein 1925, 1926
- Bundespokal-Finalist 1925